# Mo Johnston
Maurice Mo John Giblin Johnston (13 d'abril de 1963) és un exfutbolista escocès de la dècada de 1990. Fou internacional amb la selecció d'Escòcia amb la qual participà en la Copa del Món de futbol de 1990. Defensà els colors de Partick Thistle, Watford FC, Celtic FC, FC Nantes, Rangers FC, Everton FC, Hearts, Falkirk FC i al club de la Major League Soccer (MLS) Kansas City Wizards abans de retirar-se el 2001. Com a entrenador ha destacat al MetroStars i al Toronto FC.

## Palmarès
Celtic FC
- Scottish Football League: 1985-86
- Copa escocesa de futbol: 1984-85

Rangers FC
- Lliga escocesa de futbol: 1989-90, 1990-91
- Copa de la Lliga escocesa de futbol: 1989

Kansas City Wizards
- Western Conference (MLS): 2000
- MLS Cup: 2000
- Supporters' Shield: 2000